# Yōko Kanno
Yōko Kanno  (菅野よう子?, Kanno Yōko) (Sendai, 19 marzo 1964) è una musicista giapponese, autrice di numerose colonne sonore di film e anime.
Il nome della cantautrice Gabriela Robin è uno pseudonimo della stessa Yōko Kanno. Il fatto è stato confermato nel 2009, quando la presunta Robin rivelò in un'intervista che si sarebbe esibita dal vivo in un concerto in cui, poi, ad esibirsi fu proprio la stessa Kanno in un brano attribuito a Gabriela Robin.

## Biografia
Kanno iniziò a studiare il piano all'età di quattro anni e, sebbene si sia laureata all'Università di Waseda (Tokyo) e abbia conseguito un periodo di formazione musicale a Parigi, è un'autodidatta nel campo musicale.
Nel 1987 entrò nel gruppo Tetsu 100% (てつ100％?) (traducibile come "100% metallo") come tastierista e autrice di canzoni, fino al suo scioglimento nel 1989. Nello stesso anno cominciò a collaborare con la casa di videogames Koei, componendo musiche per videogiochi (in seguito anche per Dreamcast), e poi film, serie TV e pubblicità.
Yōko Kanno è stata sposata con il compositore Hajime Mizoguchi con cui spesso collabora e condivide il talento musicale poliedrico. Ha composto, assieme a lui, le colonne sonore di Escaflowne e Proteggi la mia terra. I due hanno divorziato nel 2007.
Tra i suoi brani più famosi vi sono Kiseki no umi (Record of Lodoss War), Voices (Macross Plus), Tank! (Cowboy Bebop), Yakusoku wa Iranai (I cieli di Escaflowne), Gravity (Wolf's Rain), Inner Universe (Ghost in the Shell: Stand Alone Complex) e Rise (Stand Alone Complex - 2nd GIG).
Kanno è la leader della big band di 14 elementi The Seatbelts, riunitasi per la registrazione della colonna sonora di Cowboy Bebop, il cui genere varia dal jazz alla fusion fino al blues ed al rock.
Nel 2012 Kanno ha composto la canzone "Hana wa Saku", con il testo di Shunji Iwai e prodotta da NHK. La canzone, i cui introiti sono stati in parte donati alle aree colpite dal Terremoto e maremoto del Tōhoku del 2011, è stata usata ufficialmente per sensibilizzare le persone sulla calamità e contribuire alla ricostruzione attraverso le royalties. La prima versione è stata interpretata da cantanti, artisti del mondo dello spettacolo e atleti provenienti dalle aree colpite dal terremoto. Fra le versioni che sono state realizzate, vi sono quella del coro dei Piccoli cantori di Vienna e un DVD aventi per protagonisti i campioni olimpici Shizuka Arakawa e Yuzuru Hanyū. In seguito Hanyū ha interpretato spesso il brano con l’intento di portare l’interesse sulle aree devastate dal terremoto e sulla ricostruzione.

## Opere per l'animazione
Anime di cui ha composto, integralmente o in larga parte, la colonna sonora:
- Proteggi la mia terra (1994) (in collaborazione con Hajime Mizoguchi)
- Macross Plus (1994)
- Memories: Magnetic Rose (1995)
- I cieli di Escaflowne (1996) (in collaborazione con Hajime Mizoguchi)
- Onkyo seimeitai Noiseman (1997)
- Cowboy Bebop (1998)
- Brain Powerd (1998)
- Turn A Gundam (1999)
- Cowboy Bebop - Il film (2001)
- Chikyū shōjo Arjuna (2001)
- Escaflowne - The Movie (2002) (in collaborazione con Hajime Mizoguchi)
- Wolf's Rain (2003)
- Ghost in the Shell: Stand Alone Complex / S.A.C. - 2nd GIG / Solid State Society (2002 / 2004 / 2006)
- Aquarion (2005) e il suo seguito Aquarion Evol (2012) (in collaborazione con Hogari Hisaaki)
- Genius Party: Baby Blue (2007)
- Darker Than Black: Kuro no Keiyakusha (2007)
- Macross Frontier (2008)
- Sakamichi no Apollon (2012)
- Terror in Resonance (2014)

Anime in cui ha contribuito parzialmente:
- Macross 7 (1994-1995) (contributi minori assieme a Shirō Sagisu, colonna sonora dei Fire Bomber)
- Legend of Crystania (1995) (brano di apertura "Haruka na inori")
- Jin-Roh: Uomini e lupi (1998) (piano, colonna sonora di Hajime Mizoguchi)
- Record of Lodoss War: La saga dei Cavalieri (1998) ("Kiseki no umi", brano di apertura)
- Card Captor Sakura (1998) ("Platinum", terzo brano di apertura)
- Dai-Guard (1999) (brano "Rocking Horse Stars")
- RahXephon (2002) ("Hemisphere", brano d'apertura della serie TV e dell'OAV)
- RahXephon: Pluralitas Concentino (2003) ("Tune The Rainbow", brano di chiusura)
- Mind Game (2004) (brano "Rhapsody")
- Ōban Star-Racers (2006) (brano di apertura "A Chance to Shine" e brano di chiusura "Waratteta")

## Opere per i lungometraggi
- Ashura-jo no Hitomi
- Beautiful Sunday
- Boku wa Benkyou ga Dekinai
- Mizu no Onna
- Natsujikan no Otonatachi
- Onkyou Seimeitai Noiseman (Noiseman Sound Insect)
- Kamikaze Girls
- Tokyo.sora
- Clover Live-Action
- Little Sister
- Cowboy Bebop
- Makanai  – serie TV (2023)

## Videogiochi
- Cowboy Bebop
- Cowboy Bebop - Tsuioku no serenade
- Gengis Khan
- Napple Tale: Arsia in Daydream
- Ragnarok Online 2: Legend of the Second
- Ragnarok Online 2: The Gate of the World
- Sangokushi
- Hoshi to Tsubasa no Paradokusu
- Ishin No Arashi
- Uncharted Waters
- Uncharted Waters: New Horizons

## Artisti con cui ha collaborato
- AFRA
- Aki Okui
- Akino
- Akino Arai
- Artur Stefanowicz
- Carla Vallet
- Chinatsu Yamamoto
- Chris Mosdell
- Cosmic Voices from Bulgaria
- Crystal Kay
- Donna Burke
- Emily Bindiger
- Emily Curtis
- Franco Sansalone
- Hassan Bohmide
- Ilaria Graziano
- Jadwiga Rappe'
- Joyce
- Kaoru Nishino

- Kyoko Katsunuma
- M (cantante)
- Maaya Sakamoto
- Mai Yamane
- Maryanne Murray
- Origa
- Pierre Bensusan
- Raiche' Coutev Sisters
- Raj Ramayya
- Reynada Hill
- Scott Matthew
- Seika Iwashita
- Shanti Snyder
- Soichiro Otsuka
- Steve Conte
- Sydney Thiam
- Tim Jensen
- Tokiko Katō
- Tulivu-Donna Cumberbatch
- Wuyontana